# José María Knörr
José María Knörr Elorza (Vitoria, 14 de diciembre de 1916-28 de mayo de 2012) fue un empresario español, creador de los refrescos Kas.

## Biografía
José María Knörr nació el 14 de diciembre de 1916 como hijo del matrimonio entre Román Knörr Ortiz de Urbina e Isabel Elorza Uzkudun.
En 1932, con 16 años de edad, se hizo cargo de la fábrica de gaseosas El As, que estaba asentada en su ciudad natal, Vitoria, al fallecer su padre a los 39 años. Fue la tercera generación al frente de la empresa, pues su abuelo, Roman Knörr Streiff, alemán afincado en Vitoria, había sido cervecero.
En 1952 se dedicó a experimentar con cítricos, creando el jugo de naranja El As. Decidió añadir la inicial del apellido familiar, la K, al nombre del refresco, naciendo así la marca KAS, patentada a su nombre en 1954.
En 1956 se unieron sus hermanos al proyecto y se fundó la empresa Knorr Elorza S.A. a partes iguales entre los seis hermanos y la madre como presidenta. José María fue director técnico, Luis gerente, Javier jefe de Compras y Román presidió la Sociedad Deportiva KAS que tuvo grandes éxitos deportivos en baloncesto y ciclismo.
La marca perteneció a la familia Knörr hasta que ésta vendió una participación mayoritaria a finales de los 80 al banco BBV, y la Compañía de Bebidas PepsiCo, filial española de PepsiCo, compró finalmente la empresa matriz y la marca Kas en 1992. Pepsi ha lanzado la marca con cierto éxito en México, y con escaso éxito en Brasil y Argentina. También es posible encontrarla en el sur de Francia.

## Vida personal
Se casó con María Blanca de las Heras Sánchez, y tuvieron ocho hijos José María, Blanca, Ignacio, Isabel, Javier, Cristina, Juan Manuel y Alfredo.[cita requerida]